# Елеонора Ройсс-Кестрицька
Елеонора Ройсс-Кестрицька (нім. Eleonore Reuß zu Köstritz), повне ім'я Елеонора Кароліна Гаспаріна Луїза (нім. Eleonore Caroline Gasparine Louise), також Елеонора Болгарська (болг. Елеонора Българска), ( 22 серпня 1860 — 12 вересня 1917) — німецька принцеса з дому Ройсс, донька Генріха IV Ройсс-Кестрицького та Луїзи Кароліни Ройсс-Грайцької, дружина царя Болгарії Фердинанда I.

## Біографія
Елеонора народилась 22 серпня 1860 року у Тшебехуві в прусській провінції Бранденбург. Вона була другою дитиною та першою донькою німецької принцеси Луїзи Ройсс цу Ґряйц та її другого чоловіка Генріха IV Ройсс цу Кьостриць. Дівчинка мала старшого брата Генріха, згодом у неї з'явились молодші сестри Хелена та Єлизавета. Від першого шлюбу матері мала також єдиноутробну сестру Марію Гаспаріну та брата Альбрехта.
У віданні родини були замки Ернстбрунн та Хагенберг.
Матір померла, коли Елеонорі було 14 років. Батько, прусський військовик у чині генерала від кавалерії, відмічений численними нагородами, більше не одружувався. Його не стало у 1894-му.
Принцесу змальовували як красиву та освічену дівчину. Вельможні традиції благодійності та особливості виховання сприяли її бажанню стати сестрою милосердя. Разом із сестрою Єлизаветою вона закінчила курси сестер милосердя при німецькому відділенні Червоного Хреста у Любеку.

Під час Російсько-японської війни, на прохання великої княгині Марії Павлівни, вони, як добровільні сестри милосердя, вирушили до Маньчжурії в розташування російської діючої армії. Цілий рік Елеонора, як старша сестра, керувала санітарним потягом на Далекому Сході. Вона супроводжувала один із двох санітарних поїздів великої княгині Марії Павлівни, що курсував із Владивостока й Харбіна до Іркутська і назад та організовувала догляд більш ніж за 2000 хворих і поранених солдат. За свою сестринську самовідданість Елеонора отримала орден Святої Анни за громадянські заслуги та перший свій хрест за хоробрість особисто від імператора Миколи II.

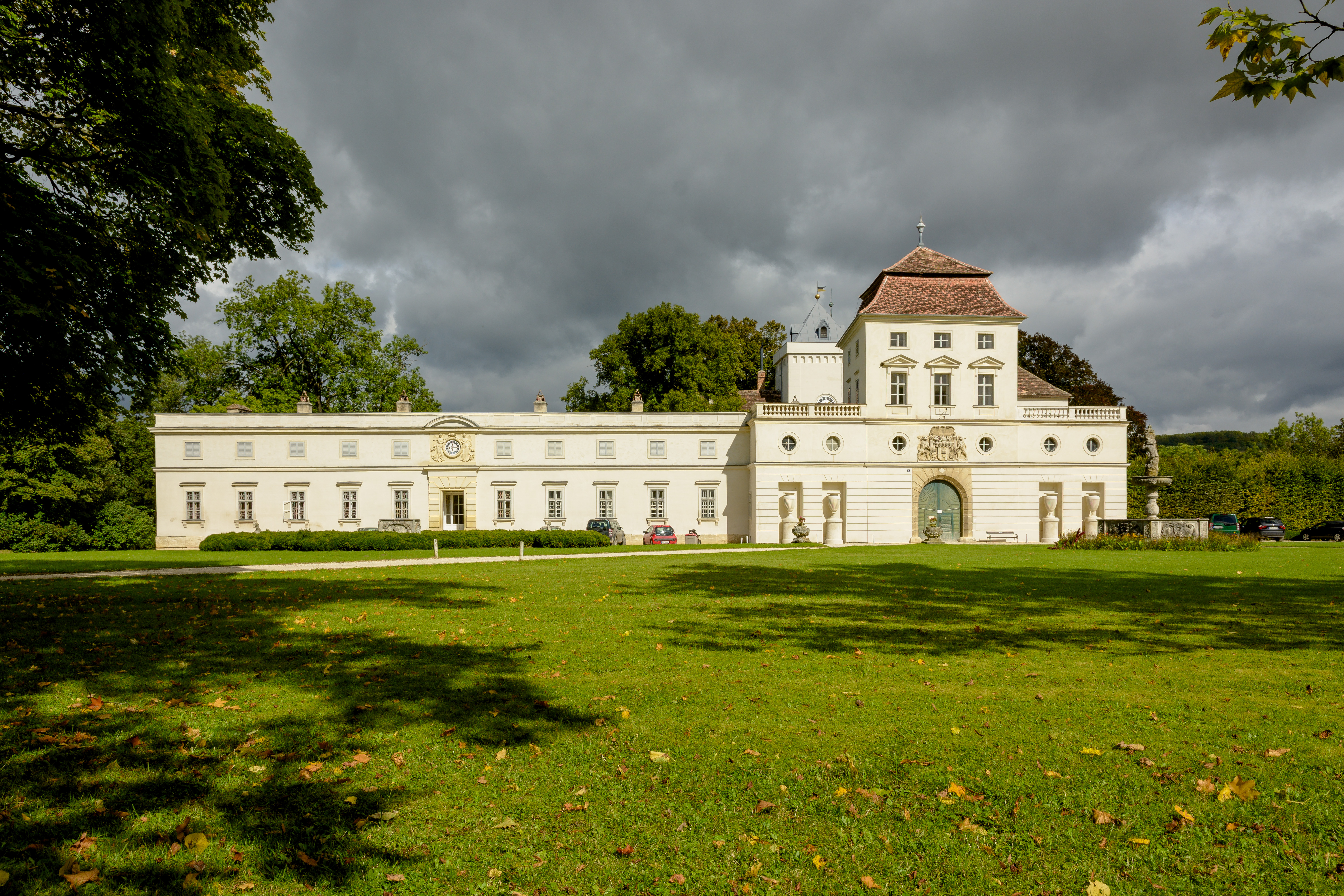
Замок Ернстбрунн в наш час

Після закінчення російської місії Елеонора повернулася додому та проживала у фамільному замку Ернстбрунн. Займалася благодійністю: лікувала хворих та допомагала нужденним незалежно від їх походження та рангу. Кожен рік принцеса приймала у себе в замку дітей із лікарні Святої Анни на реабілітацію. Діти отримували додаткове лікування та жили в замку під її особистою опікою. За цю ревну діяльність її прийняли до лав Австро-Угорського Червоного хреста. В наступні роки Елеонора стала однією з найвідоміших та авторитетних співробітниць міжнародного Червоного Хреста в Женеві.
Її самовідданість не залишилась непоміченою і при європейських монархічних дворах. Правлячий князь Болгарії Фердинанд I, який вдовів вже дев'ять років, обрав її як другу дружину за рекомендацією Марії Павлівни. Князь очікував від жінки гідного виховання своїх чотирьох дітей та керівництва національною благодійністю. У грудні 1907 року було оголошено про їхні заручини. На заручинах Елеонора сказала: «Найбільше задоволення я знаходжу в милосерді, чесноті та обов'язку!»
Дослідники описували принцесу як скромну, спокійну, розсудливу, освічену, ерудовану та глибоко віруючу жінку з твердим характером та доброю самодисципліною, яка прагла служити «з честю та гідністю» своєму новому народові.

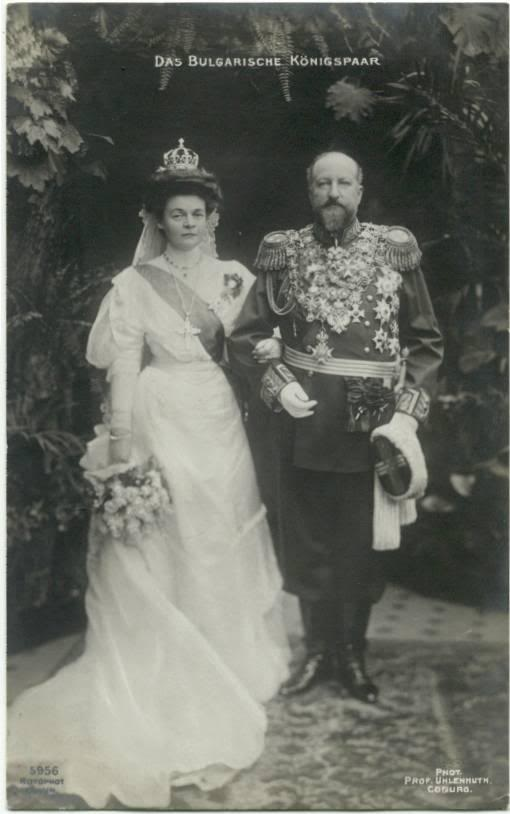
Фердинанд та Елеонора в день весілля

Весілля 47-річної Елеонори та князя Болгарії Фердинанда I, який був її однолітком, відбулося 28 лютого 1908 року у Кобурзі за католицьким обрядом. Лютеранське вінчання пройшло 1 березня 1908 у замку Остерштайн в австрійському місті Гера.
Шлюб подружжя носив діловий характер. Під час медового місяця вони відвідали короля Румунії Кароля I. Показовим було прохання Фердинанда надати їм із дружиною різні спальні. Дітей у них не було.
У Болгарії пара жила у царському палаці у Софії. До того ж мали невеликий палац Врана поблизу столиці, невдовзі на тій же території почав зводитися ще один. Разом з тим, у їхньому розпорядженні був мисливський будиночок Царська Бистриця поблизу Боровця. Літньою резиденцією був Евксиноград на березі Чорного моря поблизу Варни.
Милосердя та добрі справи нової цариці швидко завоювало прихильність її пасинків та всього болгарського народу.
У вересні 1908 року Фердинанд анексував Східну Румелію та проголосив себе царем. Елеонора отримала титул цариці Болгарії. Як і прагнув Фердинанд, на новій батьківщині його дружина почала активно займатися благодійністю.
Вона керувала та фінансувала створені нею фонди, лікарні, притулки для сиріт, ясла, безкоштовні їдальні для дітей, спеціалізовані медичні санаторії (для хворих на туберкульоз у Варні, інтернат для сліпих та глухонімих дітей), профілакторії в різних містах і селах. Часто робила цим організаціям коштовні подарунки. Окрім іншого, Елеонора протегувала найстарішій в країні громаді по боротьбі з туберкульозом та створеній з її ініціативи громаді «Самаритянка». Безпосередньо перед Першою світовою війною цариця переконала депутатів Народних зборів виділити солідну суму для будівництва та облаштування нервово-психіатричної клініки при Олександрівській лікарні.
У 1912 Болгарія стала однією з країн-учасниць Першої Балканської війни, а наступного року  — і швидкоплинної Другої Балканської. У липні 1914 почалася Перша світова війна.
Девізом Елеонори були слова «Вірність і постійність». Королівським наказом № 327 від 9 серпня 1912 року вона була призначена шефом 24-го полку Блека, який потім став відомим як «полк Її Величності Цариці Елеонори».
У 1912—1913 роках цариця брала особисту участь у роботі санітарної місії у складі діючої армії на ділянці від Лозена, Сливена та Булаїра до Північно-західних районів. Під артобстрілами вона працювала разом із персоналом військово-медичної похідної лікарні та рятувала вмираючих від ран і холери солдат всупереч наказу царя покинути район бойових дій.
Пізніше перед військовим строєм неподалік міста Кюстенділ цариця-полковник Болгарської армії Елеонора отримала свій другий хрест за хоробрість під овації фронтовиків.

Згодом Елеонора особисто забезпечувала безкоштовне лікування військовиків, інвалідів і сліпих в Німеччині та Австро-Угорщині, створювала для них можливість перекваліфікації, щоб дати можливість колишнім воякам підготуватися до мирної праці, незважаючи на фізичні та душевні травми. Допомагала створенню єдиного ортопедичного інституту в Болгарії на основі німецької та австро-угорської медичних місій та професійного училища для інвалідів при ньому. Шукала шляхи підвищення кваліфікації медичного персоналу.

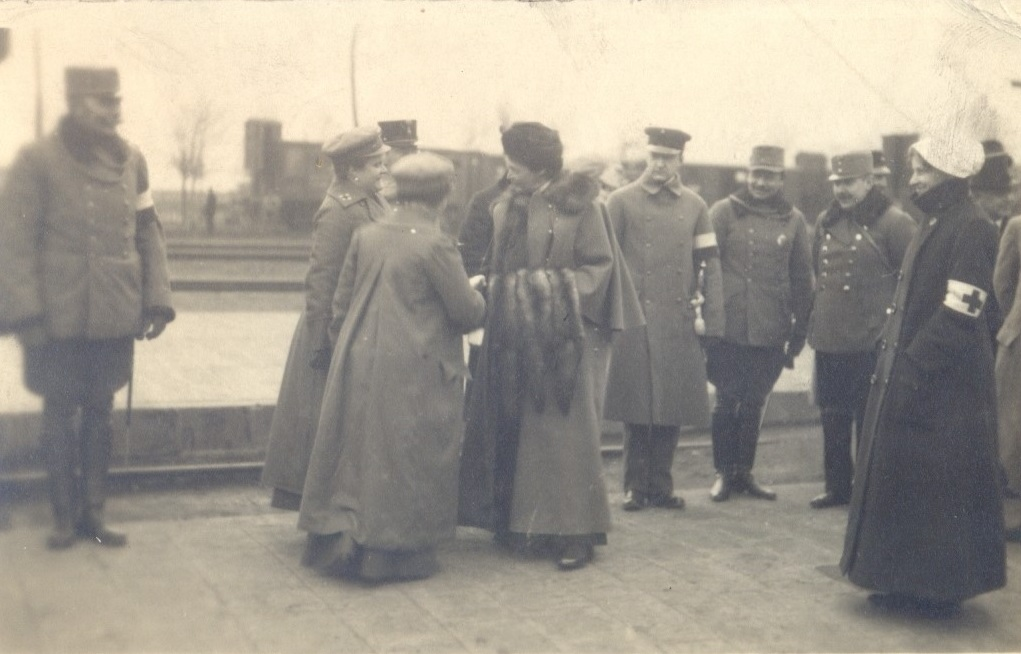
Елеонора відвідує австрійську санітарну місію в Скоп'є, 1915

 Під час візитів до союзних держав цікавилась новітніми досягненнями військово-медичної справи. Відправляла в Європу на військово-медичні форуми болгарських лікарів. За сприяння Американського Червоного хреста відкрила училище для медичних сестер, де проводилося навчання за методикою Флоренс Найтінгейл. Разом із лікарями-фахівцями санітарних місій вчиняла спеціальні інспекційні поїздки до таборів військовополонених, які хворіли на холеру, виділяла кошти з допоміжних фондів на поліпшення їхнього побуту, вселяла місцевим жителям думку, що полонені «вже роззброєні і не є ворогами». Її називали «Білий янгол з червоним хрестом».
Під час військових конфліктів ще одним із здобутків цариці було широке залучення населення до стратегічно важливих акцій, таких як підтримка армійських фондів, збір коштів для купівлі акцій допомоги фондам Болгарського Червоного Хреста, а також літаків та крейсерів для повітряного та морського флотів. На прохання Елеонори та за її особистим сприянням все більше діячів болгарської культури та мистецтва допомагали армії участю у благодійних концертах, творчих ярмарках на користь армії, бідних сімей та сімей фронтовиків.
За особистого сприяння цариці союзні держави організували Допоміжні комітети для Болгарії та брали участь у акціях допомоги болгарській армії та її героям, дітям-сиротам, сім'ям фронтовиків. Вона ж сприяла відкриттю в столицях держав, де навчались болгарські студенти, клубів та суспільних центрів для них. В свою чергу, ці студентські організації також організовували акції зі збору пожертвувань на користь Болгарії. Незважаючи на важкий стан здоров'я та чотири перенесені операції, Елеонора не припиняла особисто взаємодіяти із іноземними санітарними місіями в Болгарії.

12 вересня 1917 вона померла у Евксинограді. Болгарський Червоний хрест так відгукнувся на цю сумну подію: 
«У ній втілювалися всі жіночі чесноти. Серцева доброта поєднувалася із любов'ю до ближнього до самозаперечення і невпинною благодійною та ініціаторською діяльністю. Це була висока фігура для всього цивілізованого світу, і світ сумує про відхід серця, сповненого самовідданістю та прихильністю слабким і нужденним»
Поховали царицю поблизу Софії, на цвинтарі біля Боянської церкви, яку вона колись врятувала від знесення. Англійські військовополонені поклали на її могилу спеціальний вінок, а військові інваліди зробили для своєї «матері-берегині» мармурову стелу із срібним хрестом.
Під час комуністичного режиму місце поховання постраждало, однак у 1989 році було відтворено у початковому вигляді.